# Weinstraße 4 (Volkach)

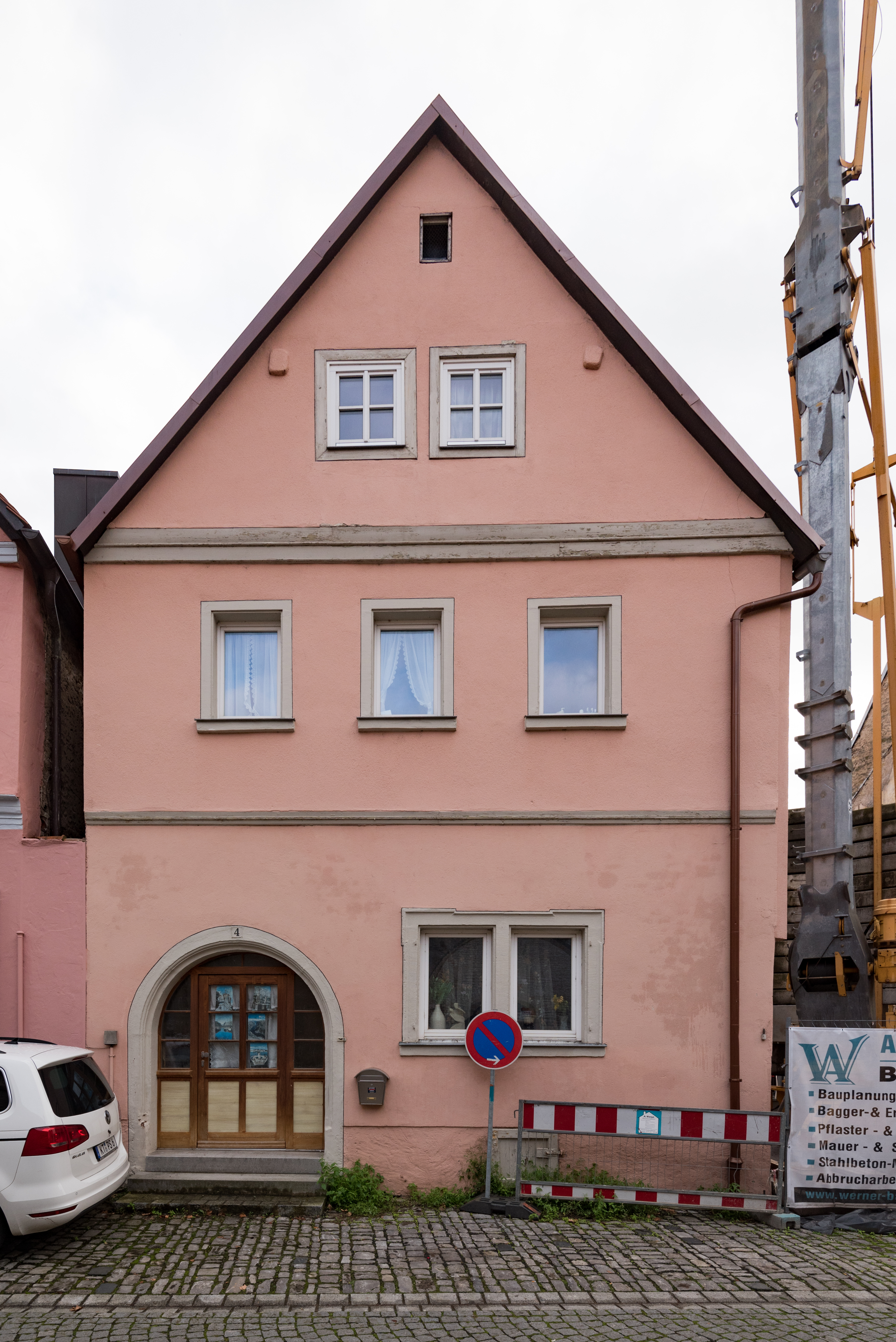
Das Haus in der Volkacher Weinstraße

Das Haus Weinstraße 4 (früher Hausnummer 249) ist ein denkmalgeschütztes Gebäude in der Kernstadt des unterfränkischen Volkach. 

## Geschichte
Das Haus Weinstraße 4 wurde erstmals 1689 urkundlich erwähnt. Zwar wurde die Stadt während des Dreißigjährigen Krieges nicht vollständig zerstört, allerdings konnten viele Hofstellen nicht renoviert und erneuert werden, weil ihre Besitzer verstorben waren. Erst in der zweiten Hälfte des 17. Jahrhunderts verdichtete sich die Siedlung wieder und neue Häuser entstanden. Im Jahr 1689 ist der Doktor Johann Sebastian Kretzer (auch Krätzer) im Anwesen nachgewiesen. Wahrscheinlich kann er auch als Erbauer des Hauses gelten.
Das Nebenhaus in der Weinstraße 6 wurde ebenfalls zur gleichen Zeit errichtet und ähnelt heute noch in mehreren Details dem unter Denkmalschutz stehenden Nachbarn. Nachdem Kretzer noch 1698 im Haus nachgewiesen ist, hatte im Jahr 1713 Johann Schumm das Wohnhaus und die dazugehörigen Weinberge außerhalb der Stadt inne. Zwischen 1730 und 1736 ist die Witwe eines gewissen Jörg Michael Vogel hier nachzuweisen und 1771 lebte Johann Zacharias Zänglein im Wohnhaus.
Eine Werkstatt im Haus ist erstmals 1803 nachweisbar. Damals betrieb der Büttner Georg Mathes einen Laden in den Räumlichkeiten des Erdgeschosses. 1811 lebte Peter Schneider hier. Mit Georg Adam ist 1823 wiederum die Familie Zänglein als Eigentümer nachzuweisen. Georg Adam Zänglein war Kupferschmied. In einer Grundstücksbeschreibung des Jahres 1843 wurde das Haus ausführlicher beschrieben. Es besaß einen Keller und mehrere Ställe. Zum Anwesen gehörten ein Kelterhaus zur Rebenveredelung und ein kleiner Hofraum.
1857 musste unter dem Besitzer Joseph Erb ein Stall neu errichtet werden. 1895 lebte mit Michael Müller ein Schreiner in den Räumlichkeiten. Er ist mit seiner Werkstatt noch 1906 nachweisbar. Im gleichen Jahr gelangte das Haus allerdings an Kordula Müller. 1951 bewohnte der Brauer Andreas Schrüfer das Haus, der in der heutigen Schelfengasse die nach seiner Familie benannte Schrüferbräu betrieb. In der Folgezeit wechselten die Bewohner häufiger, insbesondere, weil im Haus auch Mietwohnungen untergebracht wurden.

## Beschreibung
Das Haus wird heute vom Bayerischen Landesamt für Denkmalpflege als Baudenkmal eingeordnet. Untertägige Reste von Vorgängerbauten sind als Bodendenkmal vermerkt. Außerdem ist das Gebäude Teil des Ensembles Altstadt Volkach. Es präsentiert sich als zweigeschossiger Giebelbau mit Satteldach. Auf die Bauzeit des ausgehenden 17. Jahrhunderts verweist das Erdgeschoss mit seiner rundbogigen Tordurchfahrt und dem gekuppelten Doppelfenster mit geohrten Rahmungen. Unterhalb des Hauses ist ein Tonnengewölbekeller zu finden.